# Kentucky Wing Civil Air Patrol
A Kentucky Wing Civil Air Patrol (KYWG) é o mais alto escalão da Civil Air Patrol no estado de Kentucky. A sede da Kentucky Wing está localizada em "Frankfort". A ala de Kentucky é membro da Região dos Grandes Lagos da CAP juntamente com as alas dos Estados de: Ohio, Illinois, Indiana, Michigan e Wisconsin. A Kentucky Wing consiste em mais de 600 membros cadetes e adultos em mais de 19 localidades em todo o Estado.

## Missão
A Kentucky Wing tem três missões: fornecer serviços de emergência; oferecer programas de cadetes para jovens; e fornecer educação aeroespacial para membros da CAP e para o público em geral.

### Serviços de emergência
A Kentucky Wing fornece ativamente serviços de emergência, incluindo operações de busca e salvamento e gestão de emergência, bem como auxilia na prestação de ajuda humanitária e operações antidrogas.
Em janeiro de 2009, membros da Kentucky Wing, junto com membros das alas da CAP dos Estados de: Indiana, Illinois e Ohio, realizaram missões avaliando os danos e aumentando as comunicações para a "Kentucky National Guard" após uma forte tempestade de gelo, enquanto as equipes de terra da CAP ajudavam os guardas nacionais indo de porta em porta para realizar verificações de bem-estar nos residentes.
Em abril de 2015, membros da Kentucky Wing foram chamados para ajudar a Cruz Vermelha no atendimento às vítimas das enchentes que ocorreram em Louisville, Kentucky. No mesmo mês, eles apoiaram a Cruz Vermelha por 3 dias até que sua ajuda não fosse mais necessária.
Também pode ser observado que membros da ala Kentucky foram solicitados pelo governador em várias ocasiões para tirar fotos de vigilância de várias áreas atingidas por desastres. Essas fotos ajudaram não apenas os membros das equipes de solo da ala Kentucky, mas também várias outras equipes de ajuda humanitária a saber aonde ir primeiro.

### Programas de cadetes

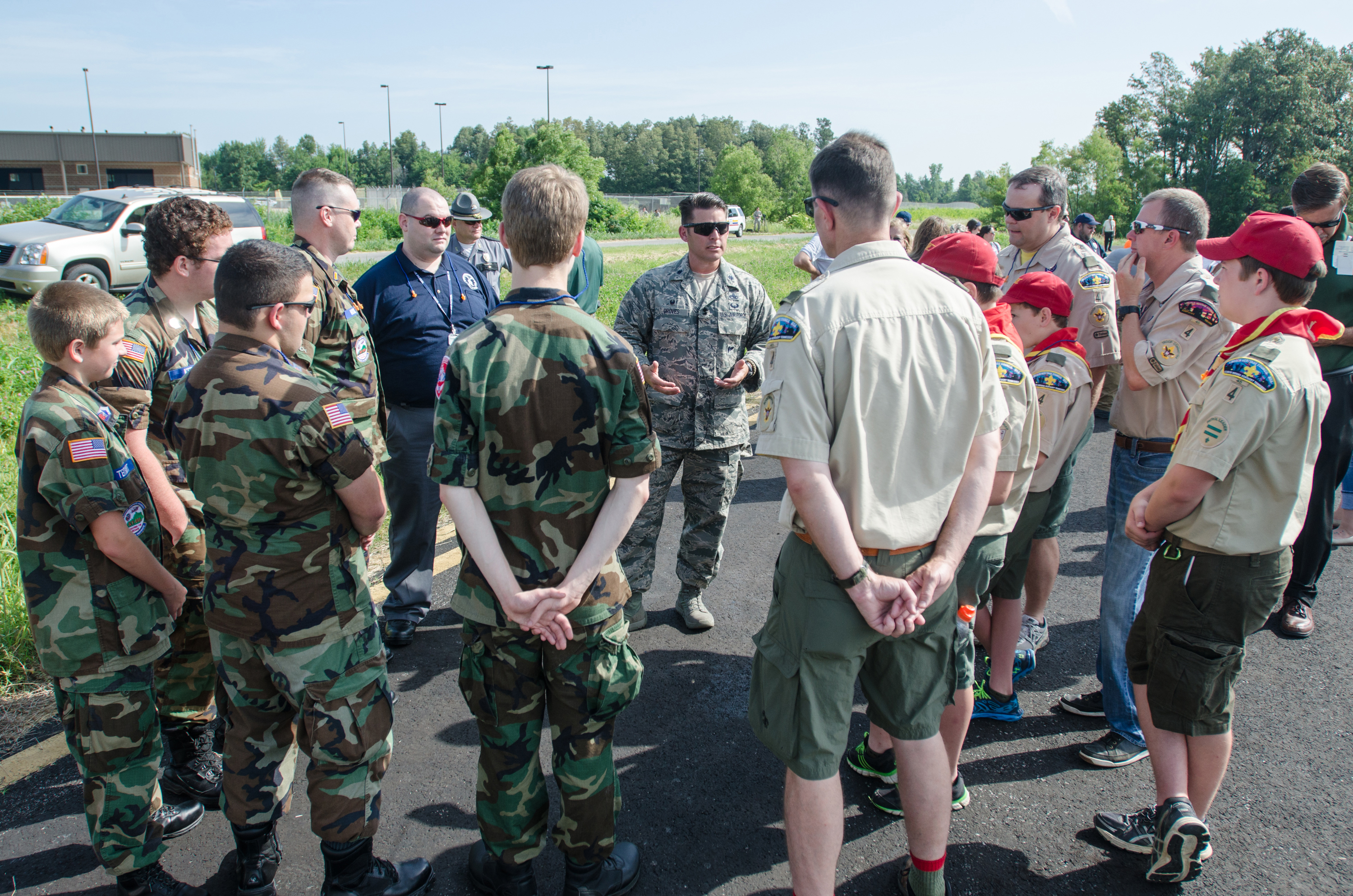
O Tenente-Coronel Ash Groves informa os membros do "Civil Air Patrol Paducah Composite Squadron" e da "Boy Scout Troop 4".

Jovens de 12 a 20 anos podem entrar em um programa de cadetes da CAP. Aos 18 anos, eles podem se tornar um membro sênior ou permanecer como cadete. Aqueles que decidem permanecer como cadetes podem continuar até os 21 anos. O programa de cadetes oferece um programa de 16 etapas que abrange educação aeroespacial, treinamento de liderança, preparação física e liderança moral.

### Educação Aeroespacial
A Civil Air Patrol oferece educação aeroespacial para seus membros voluntários e para o público em geral. O programa de educação interna para membros da CAP educa membros seniores e cadetes; o programa externo para o público em geral é fornecido por meio de oficinas oferecidas através do sistema educacional do país.

## Grupos e esquadrões

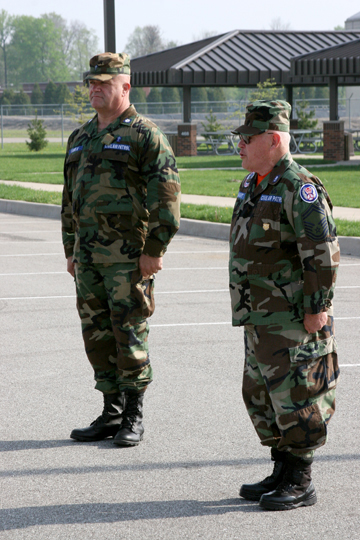
O Master Sgt. Senior Les Hart, um oficial de liderança moral e instrutor de exercícios do 202º Esquadrão da Civil Air Patrol, no Condado de Bedford, Kentucky, dá ordens aos participantes para que prestem atenção.

| Designação | Nome do esquadrão                  | Localização                                    |
| ---------- | ---------------------------------- | ---------------------------------------------- |
| KY011      | Paducah Composite Squadron         | Paducah                                        |
| KY039      | Louisville Composite Squadron      | Crestwood                                      |
| KY050      | Boone County Composite Squadron    | Walton                                         |
| KY057      | Bowling Green Composite Squadron   | Bowling Green                                  |
| KY058      | Flying Phoenix Composite Squadron  | Frankfort                                      |
| KY073      | Campbell County Composite Squadron | Newport                                        |
| KY122      | Danville Senior Flight             | Danville                                       |
| KY123      | KYANG Composite Squadron           | Louisville                                     |
| KY131      | Bardstown Composite Flight         | Bardstown                                      |
| KY214      | Bowman Field Senior Squadron       | Louisville                                     |
| KY216      | Fort Campbell Composite Squadron   | Fort Campbell entre Hopkinsville e Clarksville |
| KY221      | Bluegrass Senior Squadron          | Lexington                                      |
| KY222      | Van Meter Cadet Squadron           | Lexington                                      |
| KY223      | Owensboro Composite Squadron       | Owensboro                                      |
| KY300      | Southern Kentucky Cadet Squadron   | Bowling Green                                  |

## Ex-comandantes de ala
| Nome do Comandante   | Patente | Período de serviço |
| -------------------- | ------- | ------------------ |
| Albert Henry Near    | Coronel | 1941–1942          |
| Carl W. Ulrich       | Major   | 1942 (interino)    |
| Charles H. Gartrell  | Major   | 1942–1943          |
| Howard B. Brown      | Capitão | 1943 (interino)    |
| William S. Rinehart  | Coronel | 1943–1946          |
| Charles E. Hall      | Coronel | 1946–1949          |
| John B. Wathen III   | Coronel | 1949–1953          |
| Francis A. Blevins   | Coronel | 1953–1957          |
| Houston H. Doyle     | Coronel | 1957–1958          |
| Carlos O. Puckett    | Coronel | 1958–1959          |
| James A. Denham      | Coronel | 1959–1961          |
| Francis A. Blevins   | Coronel | 1961–1965          |
| George B. Carter     | Coronel | 1965–1969          |
| Richard R. Dooley    | Coronel | 1969–1971          |
| Charles E. Lynn, Jr. | Coronel | 1971–1972          |
| John F. Price        | Coronel | 1972–1976          |
| William R. Ritter    | Coronel | 1976–1977          |
| Herman H. Bishop     | Coronel | 1977–1980          |
| Nathaniel L. Tucker  | Coronel | 1980–1982          |
| George M. Hudson     | Coronel | 1982–1986          |
| William K. Hughes    | Coronel | 1986–1991          |
| Denzil Allen         | Coronel | 1991–1994          |
| Douglas N. Huff      | Coronel | 1994–1997          |
| Jimmie W. Cantrell   | Coronel | 1997–1998          |
| Michael A. Cooper    | Coronel | 1998–1999          |
| John F. Price        | Coronel | 1999–2000          |
| Loretta L. Holbrook  | Coronel | 2000–2004          |
| Henry L. Heaberlin   | Coronel | 2004–2009          |
| Robert J. Koob       | Coronel | 2009–2013          |
| James F. Huggins     | Coronel | 2013–2016          |
| David A. Kantor      | Coronel | 2016–2017          |
| Darrel D. Williamson | Coronel | 2017-2021          |
| Brian W. Schmuck     | Coronel | 2021-Presente      |